# Klosterkirche Gleiß

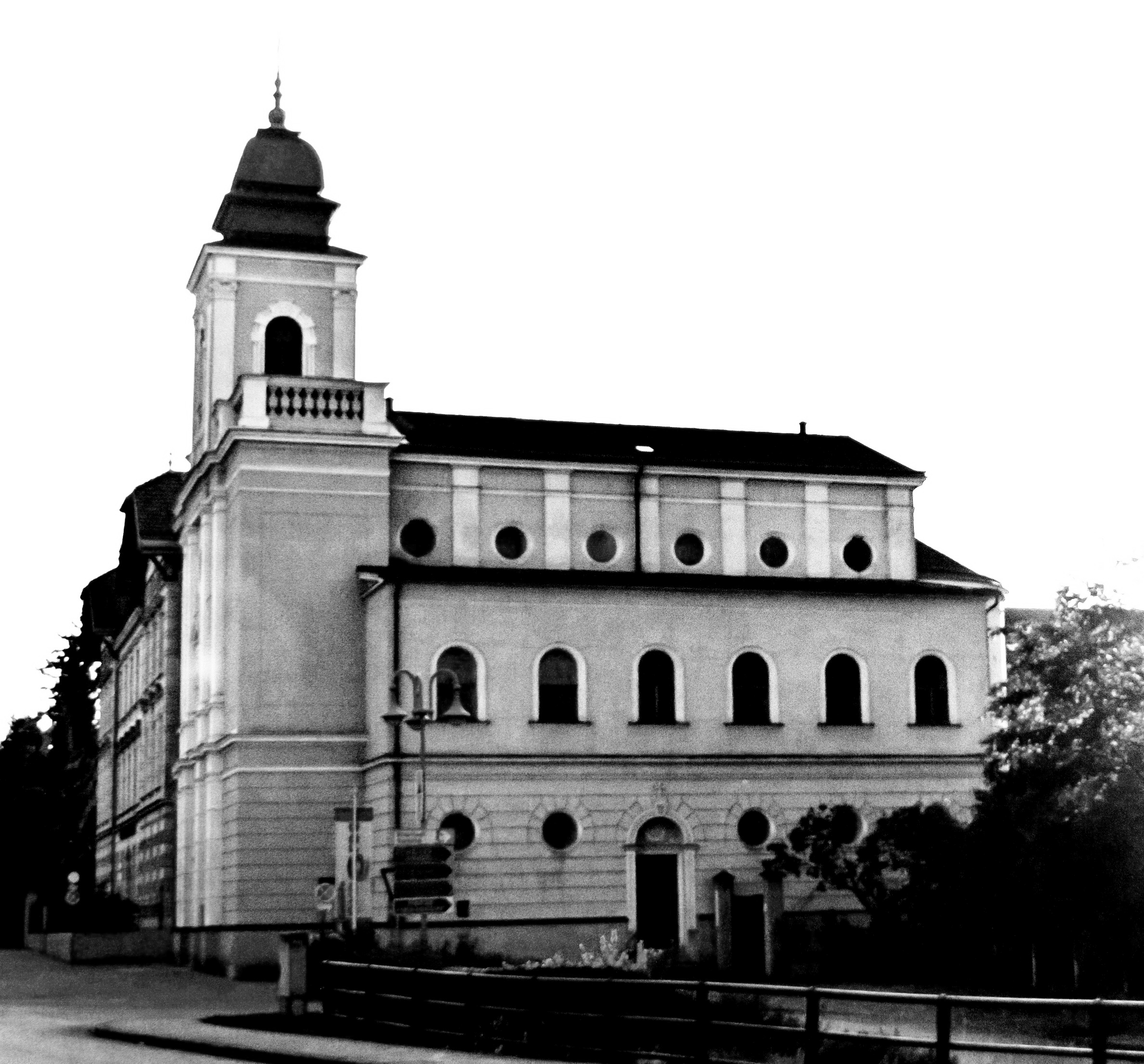
Klosterkirche Gleiß

Die Klosterkirche Gleiß steht im Ort Gleiß in der Marktgemeinde Sonntagberg im Bezirk Amstetten in Niederösterreich. Die auf das Patrozinium Heiligstes Herz Jesu geweihte Klosterkirche der Schwestern vom Göttlichen Erlöser gehört zum Dekanat Waidhofen an der Ybbs in der Diözese St. Pölten. Die Kirche mit dem Kloster steht unter Denkmalschutz (Listeneintrag).

## Geschichte
Das Kloster der Schwestern vom Göttlichen Erlöser wurde 1895 mit Pater Pius Strasser gegründet. Die Klosterkirche wurde 1904/1905 nach den Plänen von Pater Benedikt Hager mit dem Baumeister Alois Stättermayr erbaut. 1982 war eine Restaurierung.
Mit 1932 der Pfarre Kematen-Gleiß zugehörig.

## Architektur
Die Basilika zeigt sich in Neorenaissanceformen. Der streng gegliederte Kirchenbau zeigt an der Westfront mit einem gebänderten Erdgeschoß und Kolossalpilastern und mit Lisenengliederung. Der Fassadenturm hat eine eingeschnürte vierteilige Haube. Die eingezogenen Seitenschiffe mit Rundbogenfenster haben ein flaches Pultdach. Die Apsis zeigt keine Gliederung.
Das Kircheninnere zeigt sich als Pfeilerbasilika unter einer flachen Holzkassettendecke. Der Triumphbogen zur Apsis ist rundbogig. Die gerade geschlossenen Seitenschiffe sind mit sechs Rundbogenarkaden zum Mittelschiff mit Wandpilastern geöffnet. Es gibt eine Empore mit einer Balustradenabschrankung.
Es gibt eine dekorative Wandmalerei und Deckengemälde, in Bildfelder in beiden Geschoßen der Seitenschiffe, Jesulein, Jesus mit Kindern, Jesus als Gärtner, Jesus trägt sein Kreuz, Christus am Ölberg, Jesus bei der Arbeit als Zimmerer, Josefs Traum, Heilige Familie, Josefs Tod, Maria, Mariä Heimsuchung, Flucht nach Ägypten.
Das Mosaik Herz Jesu mit Gottvater, Engeln, die Hll. Augustinus, Margareta Maria Alacoque, Johann Berchmans, Aloysius, Alfons Maria von Liguori, Theresia von Avila, Gertrud die Große, Apostel Johannes, Leopold und Clemens Maria Hofbauer in der Apsiskrümmung schuf H. Kastner.

## Ausstattung
Die Einrichtung entstand von 1905 bis 1912.
Die Orgel baute Johann Lachmayr (1910).